# Skoki do wody na Mistrzostwach Świata w Pływaniu 2024 – trampolina 3 m synchronicznie kobiet
Trampolina 3 m synchronicznie kobiet – jedna z konkurencji rozgrywanych w ramach skoków do wody, podczas mistrzostw świata w pływaniu w 2024. Zawody w tej konkurencji rozegrano 7 lutego, udział w nich brało 18 duetów.
Zwyciężczyniami konkurencji okazały się reprezentantki Chin Chang Yani i Chen Yiwen. Drugą pozycję zajęły zawodniczki z Australii Maddison Keeney i Anabelle Smith, trzecią zaś reprezentujące Wielką Brytanię Yasmin Harper i Scarlett Mew Jensen.

## Wyniki
| Miejsce | Zawodniczki                       | Państwo           | Wynik  |
| ------- | --------------------------------- | ----------------- | ------ |
| 01 !    | Chang Yani Chen Yiwen             | Chiny             | 323,43 |
| 02 !    | Maddison Keeney Anabelle Smith    | Australia         | 300,45 |
| 03 !    | Yasmin Harper Scarlett Mew Jensen | Wielka Brytania   | 281,70 |
| 4.      | Alison Gibson Krysta Palmer       | Stany Zjednoczone | 279,30 |
| 5.      | Wiktorija Kesar Anna Pyśmenśka    | Ukraina           | 277,47 |
| 6.      | Lena Hentschel Jette Müller       | Niemcy            | 273,93 |
| 7.      | Arantxa Chávez Paola Pineda       | Meksyk            | 269,55 |
| 8.      | Elena Bertocchi Chiara Pellacani  | Włochy            | 260,28 |
| 9.      | Ng Yan Yee Nur Dhabitah Sabri     | Malezja           | 258,30 |
| 10.     | Kim Su-ji Kwon Ha-lim             | Korea Południowa  | 257,10 |
| 11.     | Inge Jansen Celine van Duijn      | Holandia          | 255,30 |
| 12.     | Emma Gullstrand Elna Widerström   | Szwecja           | 233,46 |
| 13.     | Luana Lira Anna Santos            | Brazylia          | 230,70 |
| 14.     | Jade Gillet Naïs Gillet           | Francja           | 224,88 |
| 15.     | Mia Vallée Pamela Ware            | Kanada            | 201,27 |
| 16.     | Tereza Jelínková Ivana Medková    | Czechy            | 180,24 |
| 17.     | Mariam Szanidze Tekle Szaria      | Gruzja            | 176,97 |
| 18.     | Wong Cho Yi Zhao Hang U           | Makau             | 147,78 |